# Stocks
Pour les articles homonymes, voir Stocks (homonymie).
Stocks est un groupe de rock français.

## Les débuts
Christophe Marquilly (guitare, chant) (ex Travaux Publics), né le 25 mars 1955, fonde le groupe Stocks au début des années 1980.
Le groupe est alors complété (après Fabrice Quaegebeur) par Gérard Mullier, dit Muchmard (mort en 2000) (basse) remplacé par Jean-Marie Duchemin (chant dans Maryline Renaud) et Franck Seinave (batterie).
S'étant fait remarquer dans le nord de la France par des concerts énergiques, dans les MJC, en plein air sur les podiums de la célèbre braderie de Lille ou de l'Enduro du Touquet, ou en première partie de Thin Lizzy (le 17 janvier 1981 à Lille) et après une 1re place au Golf Drouot à Paris le 14 novembre 1980, un label national, WEA, propose au groupe d'enregistrer un disque en public. Ce fut fait à Lille, au Palais des Sports Saint Sauveur, le 12 février 1982 devant 3500 personnes.
Le disque sort, s'ensuivent moult concerts dans toute la France, et une certaine notoriété grâce notamment au morceau Suzy qui est toujours aujourd'hui joué en rappel des concerts et à son riff assassin et à l'adaptation - osée - du Cocaïne de J.J. Cale en français. ZZ Top est alors la principale référence du groupe, dans l'énergie comme dans la formation « power trio ». Les guitares triturées qui parcourent la seconde face de l'album, sur Cole Younger ou A Caracas s'inspirent de cet esprit. Comme beaucoup, Christophe est fidèle à sa Stratocaster. Un côté plus bluesy transparait, sur des ballades encore jouées, comme Stetson blues. Les textes ne sont pas très travaillés, la référence, c'est clairement bistrot/filles. Cet album reste pour toute une génération une référence.

## Ensuite
En 1984, après un changement de maison de disques (CBS) et de line-up (en 1983) (Arnaud Delbarre, basse, fils de Raoul de Godewarsvelde ; Bobby Luccini, batterie), le groupe sort Éclats de Rock, produit par Benoit Blue Boy, qui mêle des morceaux anciens (Le bistrot, L'indépendant...) et des titres comme Elle me voit pas qui sera largement diffusé et fera l'objet d'un clip. Ce second album marque une volonté de s'imposer auprès d'un plus large public, et de sortir quelque peu  de la connotation hard rock ou rock sudiste qui suit le groupe.
Deux tournées aux États-Unis d'une trentaine de dates chacune organisées par Dan Behrman/Immigrant Music, Inc. marquent cette période. Une vidéo enregistrée à Boston garde la mémoire de cette tournée, avec une chaude ambiance devant les kids. La presse rock de l'époque (Enfer magazine, Hard Rock magazine) mais aussi le plus généraliste Best ou Rock & Folk  se fait l'écho de cette tournée, ainsi que celle plus régionale (La Voix du Nord). Stocks fut aussi soutenu par les radios locales (Fréquence Nord, Radio Campus, Radio Libellule (ils ont animé l'une de leurs soirées à Ploegsteert - 2000 spectateurs)...), et FR3 Lille, branchée rock dans les années 1980.
Le groupe sort en 1986 un 45 tours (Tellement seul/On fait pas partie de la même bande), prélude à un futur album qui n'arrivera pas. Ce 45 tours est produit par Nono, guitariste de Trust et enregistré à Londres. Il ouvre pour Rory Gallagher à Lille.

## Les années 1990-2000
Christophe Marquilly, lassé du peu d'écho, et sentant le vent tourner en matière de rock en France, avec la percée de groupes comme Indochine, décide d'arrêter en 1987. L'aventure Stocks se poursuivra néanmoins à la fin des années 1980 (festival de la côte d'opale, première partie de Molly Hatchet en 1990 à Paris) et au début des années 1990 avec d'autres musiciens et l'ajout de claviers, sax...les fans du début suivent plus ou moins.
En 1996, Christophe sort un album autoproduit sous le nom de Marquy, avec des rocks efficaces comme le révélateur C'est pas facile et des moments apaisés comme le superbe Allan. De cette époque Marquy, il ne reste pas grand chose, l'ouverture vers la Belgique restant sans grands lendemains malgré le plaisir de jouer.
En 1997, Stocks ouvre au Zénith de Lille pour Trust, reformé. Arnaud Delbarre, directeur de cette même salle, reprend sa basse pour un morceau : Ça m'fait tout drôle.
En 2000, la seconde formation se retrouve pour un hommage à Ronny Coutteure, disparu tragiquement peu avant, à la Ferme des Hirondelles de Fretin, qu'il avait créée avec son épouse Diane.
En 2001, ils donnent un concert inspiré au Splendid de Lille, et travaillent sur un album sorti en 2002 : Trois. Cet album contient quelques perles rocks comme J't'attendais pas, Fallait que j'te dise, Où tu cours, le vieux Bikers remis au goût du jour, du blues, Ma rape, ma guitare, ou des moments plus tempérés comme Fiora. Malgré sa bonne production et sa qualité générale, cet album n'aura pas le succès escompté.
Remarqués par la production à l'occasion d'un concert à Paris, ils ouvriront pour 18 dates de la tournée des stades de l'idole nationale Johnny Hallyday, en juin et juillet 2003 (avec Fred Scamps aux claviers) . Le 5 juillet, STOCKS jouera « à la maison » au Stadium Nord de Villeneuve-d'Ascq...
La reconnaissance espérée après cette tournée tourne court. Arnaud Delbarre, devenu directeur de l'Olympia, quitte définitivement le groupe et est remplacé en 2004 par Sam Willcox. Les anciens fans se découvrent ou se retrouvent. Stocks fête en 2004 (présence au Raimes Fest en 1re partie d'Ange) ses 20 ans lors d'un concert avec plein d'invités : Franck, premier batteur, Nono, guitariste emblématique de Trust et ami du groupe, Daran, et Gildas Arzel, dont Christophe apprécie le parcours artistique.
Christophe Marquilly, tout en continuant de tourner avec Stocks, entreprend d'autres projets. Un groupe de reprises blues rock : Outsliders (Luc Dewerte, basse, puis Sam Beaucourt, puis Fabrice Debels ; Marc Vedrine, batterie puis Thomas Gonzalez) qui sort un album : Thank you et a donné depuis 2003 des dizaines de concerts, dans des pubs, devant une poignée d'irréductibles ou sur de grandes scènes en ouverture de Nine Below Zero à Lyon, par exemple. Outsliders joue évidemment des covers de ZZ Top, mais aussi de Johnny Winter, ou de Stevie Ray Vaughan, ou encore le fameux Dust my broom d'Elmore James.
Il travaille également sur des compositions plus acoustiques, qu'il expérimente en concert.

Outsliders enregistre un album en public le 3 février 2007, justement intitulé : Powered by blues ; 
le 30 mars 2007, grande fête autour de Stocks à Tourcoing : à cette occasion, Christophe Marquilly a donc « liquidé les Stocks » pour s'envoler vers de nouvelles aventures musicales sous son nom.
L'album Rien n'est joué fut enregistré fin août début septembre 2007 au studio Feeling de Tourcoing ; celui-ci est sorti le 13 février 2009 sur le label Bernett Records. En novembre, le DVD issu du captage du concert de mars 2007 sort enfin, disponible via le site officiel de Christophe Marquilly.

## Discographie

### Albums
- 1981, Le coup de poker

Cassette enregistrée en décembre 1980 et le 11 janvier 1981 au palais des sports Saint-Sauveur à Lille
- 1982, Enregistré en public

Disque enregistré le 12 février 1982 au palais Saint-Sauveur à Lille
- 1984, Éclats de Rock

Auteurs: Christophe Marquilly, Sophie Marquilly  -
Compositeurs: Christophe Marquilly, Arnaud Delbarre, Sophie Marquilly  
- 1996, Marquy  Autoproduction

- 2002, Trois (3e)

- 2009, Christophe Marquilly : Rien n'est joué

- 2013, Christophe Marquilly : Absurde Autoproduction

### CD 2 titres
- 2007 production Interlude

1. Ne me retiens pas
2. Villes en sursis

### 45 T
- 1982, Ca m'fait tout drôle/ Cocaïne
- 1984, Elle me voit pas / C'est bel et bien fini
- 1986, Tellement seul / On fait pas partie de la même bande

## Vidéographie
- Christophe Marquilly en concert. Tourcoing 30 mars 2007